# Cazals (Tarn-et-Garonne)
Cazals é uma comuna francesa na região administrativa de Occitânia, no departamento de Tarn-et-Garonne. Estende-se por uma área de 11,73 km². Em 2010 a comuna tinha 232 habitantes (densidade: 19,8 hab./km²).